# José Marcos y Tejada
José Marcos y Tejada nacido en Guayaquil, en el año de 1818 siendo hijo del prócer de la Independencia y exvicepresidente de la República Francisco de Marcos quien era hermano menor del también prócer de la Independencia José Antonio de Marcos. José Marcos fallecería en el año de 1865 cuando fue vencido por las tropas del presidente García Moreno siendo fusilado inmediatamente por este en el buque a vapor Washington y lanzado su cuerpo al mar.

## Biografía
Al existir pocos datos biográficos, se hace hincapié que fue alumno de la Escuela Náutica la cual sería reabierta en el gobierno del presidente Vicente Rocafuerte en el año de 1837 donde alcanzó el título de Capitán de Fragata En el año de 1841 figuraba en servicio activo como aspirante de marina. Para 1845 ocupaba el cargo de primer teniente del Arsenal.
En el año de 1864 los urbinistas que se encontraban exiliados en el Perú decidieron emprender la conquista del Ecuador, pero al resultar infructuosa la revolución se prepara otra en el año de 1865 por tierra y mar. El 31 de mayo José Marcos como parte del plan ocupa el vapor Washington de bandera inglesa con la ayuda de 50 hombres al llegar a la Isla de Guare cercana a Samborondón entregado por su capitán Francisco Game que había recibido la suma de 1000 pesos al contado y 10.000 a pagar. En horas de la noche muy cerca a Guayaquil junto a Juan Heredia abordan el Vapor Guayas del gobierno que estaba comandada por el extranjero acantonado en Guayaquil Eugenio Matos quien sería una de las víctimas de la refriega siendo su cuerpo enterrado en la Isla Puna por orden de la parroquia. Días después el 26 de junio se presentó el combate donde el Smyrk que pertenecía al gobierno logró abordar la nave. Una vez tomado prisionero por García Moreno fue fusilado en el puente de la nave Washington y su cuerpo sería lanzado al mar junto con el del cocinero Juan Bohórquez
En su honor la Armada Nacional a principios del siglo XX bautizó a un pontón con su nombre.